# Kulvakkojärvi (sjö, lat 67,23, long 26,25)
Kulvakkojärvi är en sjö i Finland. Den ligger i kommunen Sodankylä i landskapet Lappland, i den norra delen av landet, 800 km norr om huvudstaden Helsingfors. Kulvakkojärvi ligger 259,4 meter över havet. Arean är 1,36 kvadratkilometer och strandlinjen är 5,04 kilometer lång. Sjön  ingår i Kemi älvs huvudavrinningsområde. 